# Primera
Primera è un centro abitato degli Stati Uniti d'America, situato nella contea di Cameron dello Stato del Texas.

## Geografia fisica
Primera è situata a 26°13′23″N 97°45′05″W (26.223152, -97.751470).
Secondo lo United States Census Bureau, ha un'area totale di 1,5 miglia quadrate (3,9 km²).

## Società

### Evoluzione demografica
Secondo il censimento del 2000, c'erano 2.723 persone, 735 nuclei familiari, e 659 famiglie residenti nella città. La densità di popolazione era di 1.772,4 persone per miglio quadrato (682,7/km²). C'erano 780 unità abitative a una densità media di 507,7 per miglio quadrato (195,6/km²). La composizione etnica della città era formata dall'81,60% di bianchi, lo 0,66% di afroamericani, lo 0,44% di nativi americani, lo 0,04% di asiatici, lo 0,04% di isolani del Pacifico, il 14,03% di altre razze, e il 3,20% di due o più etnie. Ispanici o latinos di qualunque razza erano l'89.57% della popolazione.
C'erano 735 nuclei familiari di cui il 54,4% avevano figli di età inferiore ai 18 anni, il 69,4% erano coppie sposate conviventi, il 15,4% aveva un capofamiglia femmina senza marito, e il 10,3% erano non-famiglie. Il 8,8% di tutti i nuclei familiari erano individuali e il 4,2% aveva componenti con un'età di 65 anni o più che vivevano da soli. Il numero di componenti medio di un nucleo familiare era di 3,70 e quello di una famiglia era di 3,90.
La popolazione era composta dal 36,2% di persone sotto i 18 anni, l'11,1% di persone dai 18 ai 24 anni, il 28,8% di persone dai 25 ai 44 anni, il 17,4% di persone dai 45 ai 64 anni, e il 6,5% di persone di 65 anni o più. L'età media era di 27 anni. Per ogni 100 femmine c'erano 99,2 maschi. Per ogni 100 femmine dai 18 anni in giù, c'erano 88,6 maschi.
Il reddito medio di un nucleo familiare era di 26.841 dollari, e quello di una famiglia era di 27.292 dollari. I maschi avevano un reddito medio pro capite di 19.167 dollari contro i 16.667 dollari delle femmine. Il reddito medio pro capite era di 8.897 dollari. Circa il 28,8% delle famiglie e il 29,9% della popolazione erano sotto la soglia di povertà, incluso il 37,2% di persone sotto i 18 anni e il 33,2% di persone di 65 anni o più.